# Acer chiangdaoense
Acer chiangdaoense é uma espécie de árvore do gênero Acer, pertencente à família Aceraceae.